# 홍산 만덕교
홍산 만덕교(鴻山 萬德橋)는 충청남도 부여군 홍산면에 있다. 2001년 1월 3일 부여군의 향토문화유산 제54호로 지정되었다.
홍산천에 놓였던 무지개 모양의  돌다리다.  현재 농경지 정리가 이뤄지기 전에는 하천이었던  홍산배수장 안에 위치하고 있다.

## 같이 보기
- 홍산 만덕교비 - 충청남도 기념물 제3호